# Le Violon brisé (téléfilm)
Pour les articles homonymes, voir Le Violon brisé.
Le Violon brisé est un téléfilm français de 90 minutes, réalisé par Alain Schwartzstein, diffusé le 4 avril 2001 sur France 2.

## Synopsis
Béatrice Jacob, célèbre violoniste, a épousé Antoine Gallois, architecte naval. Féru de voilier, sportif, Antoine à priori n'était pas destiné à partager la vie d'une grande artiste, à subir ses angoisses et sa quête d'absolu. Mais c'est justement parce que l'univers de sa femme est à mille lieues du ciel qu'il est le seul à même de l'apaiser, le seul qui la rassure, le seul qu'elle aime. Avant qu'elle ne parte pour une tournée internationale, Antoine conduit Béatrice à son dernier récital parisien, quand le couple est victime d'un terrible accident de voiture. Antoine en sort indemne, Béatrice est hospitalisée dans un état critique, au point que les médecins ne cachent pas leur scepticisme quant à ses chances de survie.

## Fiche technique
- Réalisation : Alain Schwartzstein
- Production : Jean-Luc Azoulay
- Musique : Pierre Adenot

## Distribution
- Anthony Delon : Antoine Gallois
- Delphine Serina : Béatrice Jacob
- Sonja Codhant : Juliette Olivier
- Erick Deshors : Gilles
- Shula Siegfried : Ludmilla Chernova
- Françoise Oriane : Le professeur Mayence
- Ekatherina Alexandris : L'infirmière
- Dario Bucella : Médecin pompier
- Grégory Callebaut : L'anesthésiste
- Eric Castex : Didier, serveur
- Brice Deloose : Thomas
- Jean-Claude Derudder : Fouquier
- Philippe Drecq : Docteur Martin
- Pierre Laroche : Le père de Juliette
- Violette Léonard : Sylvie
- Odile Matthieu : Marie-Ange
- Guy Pion : Luthier
- Séverine Rianal : Michèle
- Karim Ridane : Luc le loubard
- Jamal Sabki : Franck le loubard
- Erico Salamone : Bertrand
- Darko Skukor : Loïc
- Christophe Vancauwenberg : Denis
- Jean-Pierre Van Den Heuwel : L'huissier
- Line Vercors : Monique, serveuse
- Alexandre von Sivers : Marc
- Michel Wiggers : Pianiste